# Добър ден, господин Жасмин
„Добър ден, господин Жасмин“ е български филм, детска образователна поредица от 2008-2009 година на режисьора Мария Николова.

## Сюжет
Във филма става въпрос за вила Чучулига – стилна къща в провинцията, извън града, съвсем близо до гората. Обитава я симпатичният господин Жасмин, неговата строга икономка – госпожица Точилкова, и екстравагантната му братовчедка Дора.

## Герои
- Господин Жасмин – мъж на средна възраст, добре възпитан, финансово задоволен. Той не е много умен, но е добър по душа. Обича спокойствието, чистотата и реда. Умее да общува с хората, да си създава нови приятели и обича да слуша интересни истории. Той е плах, а на моменти и страхлив. Въпреки това е късметлия.
- Госпожица Точилкова – икономка на господин Жасмин. Отлична домакиня. Обича цивилизацията и предпочита да живее на място, където улиците са павирани и имат тротоари.
- Госпожица Божикравова – мила и добра жена, но притеснителна.
- Професор Теоремов – многоуважаван физик, установил се в провинцията и настанил се като наемател във вилата на госпожица Божикравова. Пише детски, образователни книжки.
- Господин Ветровейко – самохвалко, обичащ да разказва за своите приключения и изживявания.
- Госпожица Дора – братовчедка на господин Жасмин, художничка